# Kamilla Aasebø
Kamilla Aasebø (* 11. Juli 2006 in Oslo) ist eine norwegische Radrennfahrerin, die vorwiegend im Straßenradsport und Mountainbikesport aktiv ist.

## Sportliche Laufbahn
Als Juniorin war Aasebø die stärkste und vielseitigste norwegische Radsportlerin ihres Jahrgangs. 2023 sicherte sie sich die nationalen Titel im Straßenrennen sowie im Cyclocross, bei den Mountainbike-Europameisterschaften wurde sie Vize-Europameisterin im Short Track. 2024 gewann sie beide Titel auf der Straße. Bei den Straßenradsport-Europameisterschaften 2024 verpasste sie im Einzelzeitfahren der Juniorinnen als Vierte nur knapp die Medaillenränge, mit dem norwegischen Team gewann sie die Bronzemedaille in der Mixed-Staffel. Bei den Weltmeisterschaften kam sie sowohl als Fünfte im Einzelzeitfahren als auch als Siebte im Straßenrennen jeweils unter die Top 10. Im Mountainbikesport wurde sie norwegische Junioren-Meisterin im Cross-Country, bei den MTB-Weltmeisterschaften belegte sie den fünften Platz.
Nach ihren Erfolgen erhielt Aasebø zur Saison 2025 direkt einen Vertrag beim UCI Women’s WorldTeam Uno-X Mobility. In der Saisonvorbereitung startete sie bei den norwegischen Meisterschaften 2024 im Cyclocross und erzielte als Fünfte ihre ersten UCI-Ranglistenpunkte in der Elite.

## Erfolge
2023
- MTB-Europameisterschaften - Short Track XCC
- norwegische Junioren-Meisterin - Straßenrennen
- norwegische Junioren-Meisterin - Cyclocross

2024
- Europameisterschaften - Mixed-Staffel (Junioren)
- norwegische Junioren-Meisterin - Einzelzeitfahren und Straßenrennen
- norwegische Junioren-Meisterin - Cross-Country XCO